# SBB GmbH

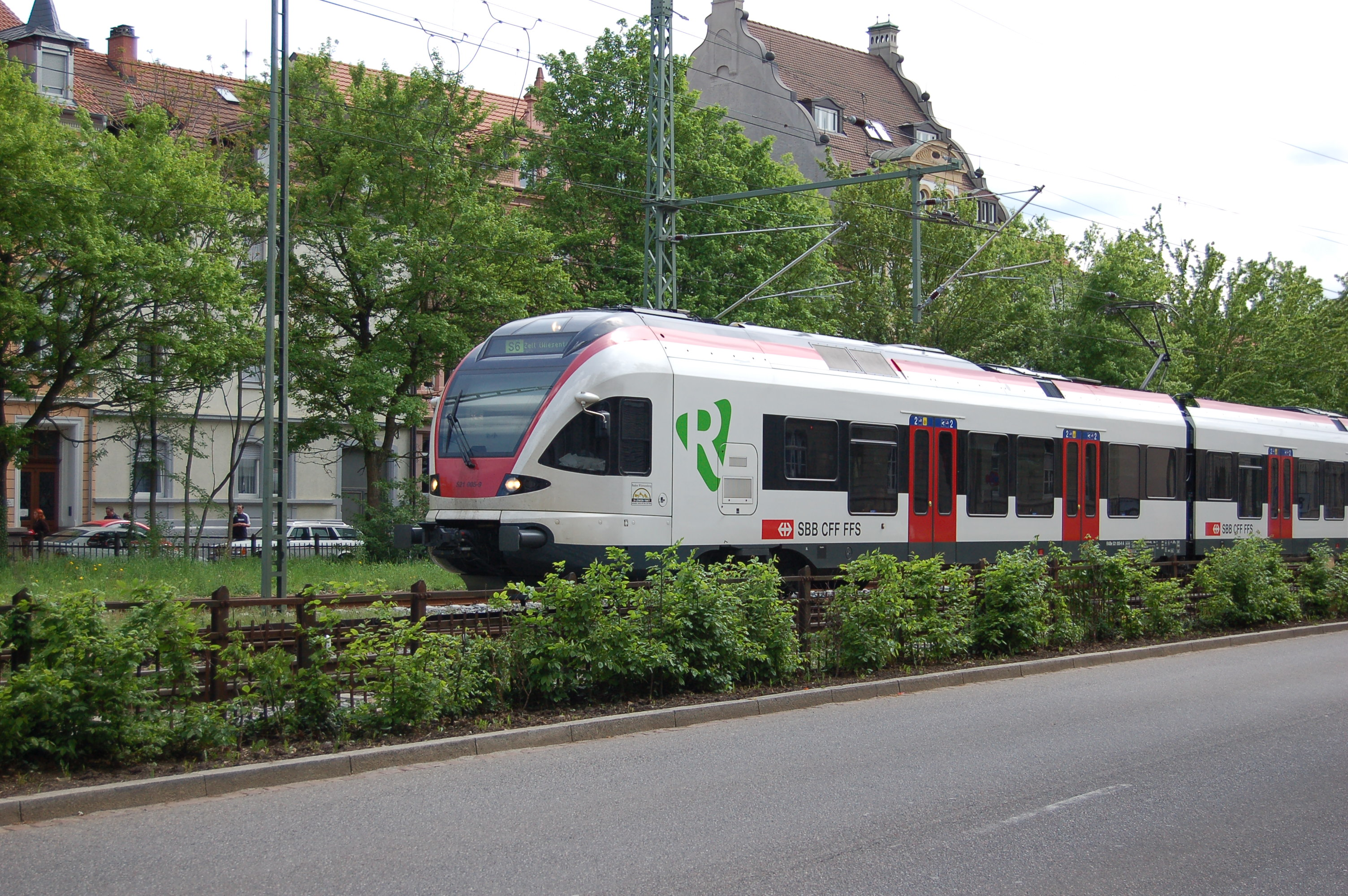
Ein Zug der trinationalen S-Bahn Basel in Lörrach

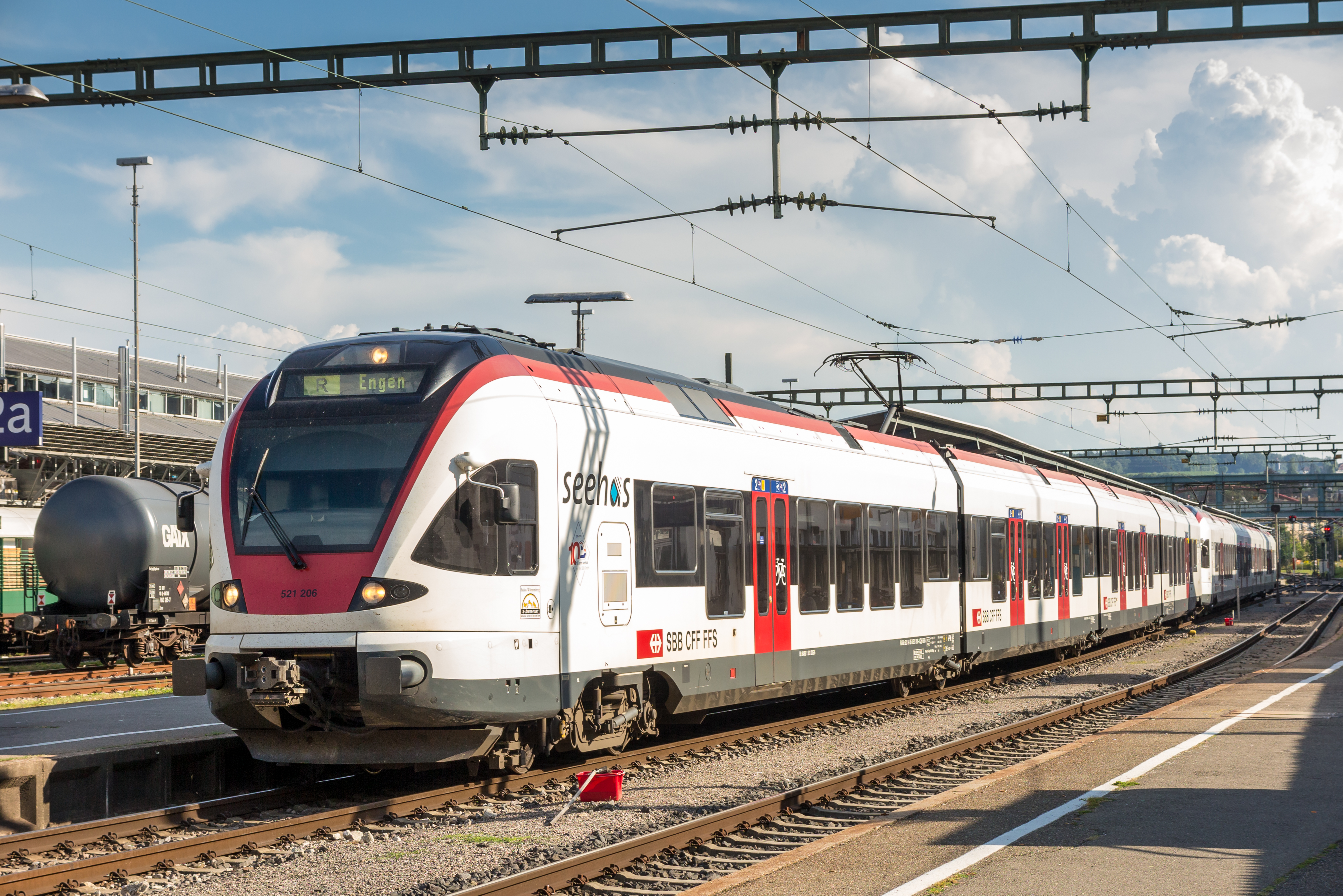
Seehas nach Engen im Bahnhof Konstanz

Die SBB GmbH, informell oft als SBB Deutschland bezeichnet, ist ein Eisenbahnverkehrsunternehmen (EVU) mit Sitz in Konstanz in Deutschland. Als Gesellschaft mit beschränkter Haftung nach deutschem Recht organisiert, ist sie ein Tochterunternehmen der Schweizerischen Bundesbahnen (SBB) und operativ der SBB-Division Personenverkehr zugeordnet. Sie betreibt seit 2003 mehrere Eisenbahnlinien im grenznahen Nahverkehr in Baden-Württemberg und in der Schweiz.

## Geschichte

### SBB GmbH (2002–2004)
Als die Schweizerischen Bundesbahnen den Zuschlag für die Betriebsführung der heutigen S5 und S6 der trinationalen S-Bahn Basel – der Wiesentalbahn zwischen Basel und Zell im Wiesental – erhielten, gründeten diese am 19. September 2002 die SBB GmbH mit Sitz in Lörrach. Für den Betrieb in Deutschland wurden kurzfristig sechs RBDe 560 der SBB umgebaut, welche die Bezeichnung RBDe 561 erhielten und dauerhaft an die SBB GmbH vermietet wurden.

### EuroThurbo (2003–2004)
Die EuroThurbo GmbH mit Sitz in Konstanz wurde 2003 nach Insolvenz der Muttergesellschaft Mittelthurgaubahn (MThB) als Nachfolger der Mittelthurgaubahn Deutschland GmbH gegründet. Die EuroThurbo war formal eine Tochtergesellschaft der als Auffanggesellschaft für die insolvente MThB gegründeten Thurbo, an welcher die SBB seit Gründung 90 % des Aktienkapitals halten. Die übrigen 10 % der Thurbo übernahm der Kanton Thurgau, der allerdings nicht bereit war, im Ausland Risiken zu tragen, und die Übertragung der EuroThurbo an die SBB GmbH vorantrieb.
Im Dezember 2003 nahm der Allgäu-Express als Gemeinschaftsunternehmen zusammen mit der Regentalbahn auf der Relation München–Oberstdorf den Betrieb auf.

### Seit 2005
Per Anfang 2005 fusionierte die SBB GmbH in Lörrach mit der EuroThurbo zur SBB GmbH mit Sitz in Konstanz mit den genannten Linien der S-Bahn Basel sowie den früheren EuroThurbo-Strecken Seehas (Strecke Konstanz–Radolfzell–Singen (Hohentwiel)–Engen, auch bekannt als Hegau-Bodensee-Bahn) und Seehäsle (Strecke Radolfzell–Stockach), inklusive des weiter bei der Thurbo immatrikulierten Rollmaterials für die beiden Linien. Auch der Betrieb des Allgäu-Express wechselte zur SBB GmbH.
Örtliche Betriebsleitungen bestehen in Konstanz und Lörrach, eine weitere bestand bis 8. Dezember 2007 in Kempten (Allgäu).
Aufgrund des schadhaften Rollmaterials für das Seehäsle und den daraus resultierenden Zugausfällen wurde Anfang 2006 der noch aus der Zeit der Mittelthurgaubahn stammende Vertrag vorzeitig zum Jahresende 2006 aufgelöst. Ab Dezember 2006 übernahm die Hohenzollerische Landesbahn den Betrieb des Seehäsle. Die Beteiligung der SBB GmbH am Allgäu-Express endete am 8. Dezember 2007 mit dessen Ersatz durch den Arriva-Länderbahn-Express.
Mit Elektrifizierung des Abschnitts Schaffhausen–Erzingen der Hochrheinbahn übernahm die SBB GmbH per Fahrplanwechsel im Dezember 2013 die Führung stündlicher Regionalzüge im Auftrag des Kantons Schaffhausen. Die als S-Bahn Schaffhausen bezeichneten Leistungen wurden mit GTW 2/6 des Schwesterunternehmens Thurbo aufgenommen, und um eine halbe Stunde versetzt zu den stündlichen Regionalbahnen (RB) der DB Regio gefahren. Letztere Leistungen wurden als Los 16d durch das Land Baden-Württemberg neu ausgeschrieben und konnten per Fahrplanwechsel im Dezember 2017 ebenfalls übernommen werden.
Die Neuausschreibung der RB-Leistungen zwischen Schaffhausen und Singen (Hohentwiel) als Netz 19 fiel ebenfalls zugunsten der SBB GmbH aus, womit diese zum Fahrplanwechsel im Dezember 2022 ebenfalls übernommen wurden. Im Hinblick auf den bis Ende 2027 laufenden Verkehrsvertrag wurde auch derjenige für die Stundentaktzüge Schaffhausen–Erzingen bis Ende 2027 verlängert.
Die SBB GmbH hat auch Aussichten, auf der ab voraussichtlich Ende 2027 vollständig elektrifizierten Hochrheinbahn im Los 16c den Betrieb der Regionalbahn zu übernehmen, um die Netze um Basel, Schaffhausen und Singen (Hohentwiel) herum zu verbinden. Je nachdem käme auch der Betrieb des Interregio-Expresses von Basel bis nach Ulm infrage.

## Linien
S-Bahn Basel
- S 5  Weil am Rhein–Lörrach–Steinen (–Schopfheim–Zell (Wiesental))
- S 6  Basel SBB–Basel Bad Bf–Lörrach-Steinen–Schopfheim–Zell (Wiesental)

S-Bahn Schaffhausen/S-Bahn Bodensee
- S 6 (Seehas) Engen–Singen–Radolfzell–Konstanz
- S 62 Schaffhausen–Singen (–Konstanz)
- S 64 Schaffhausen–Erzingen

## Rollmaterial

### Aktuelles Rollmaterial
Betriebsteil Lörrach: Wiesentalbahn und Gartenbahn
- RABe 521 001 bis 010 («Stadler Flirt»)
Die übrigen Basler FLIRT-Fahrzeuge 521 011 bis 521 030 können ebenfalls eingesetzt werden. 521 001 ist auf den Namen „RegioTriRhena“, 521 002 auf den Namen „Riehen“, 521 003 auf den Namen „Weil am Rhein“ und 521 004 auf den Namen „Lörrach“ getauft.

Betriebsteil Konstanz: Seehas
- RABe 521 201 bis 209 ex 526 651 bis 659 («Stadler Flirt»)[8]

### Ehemaliges Rollmaterial

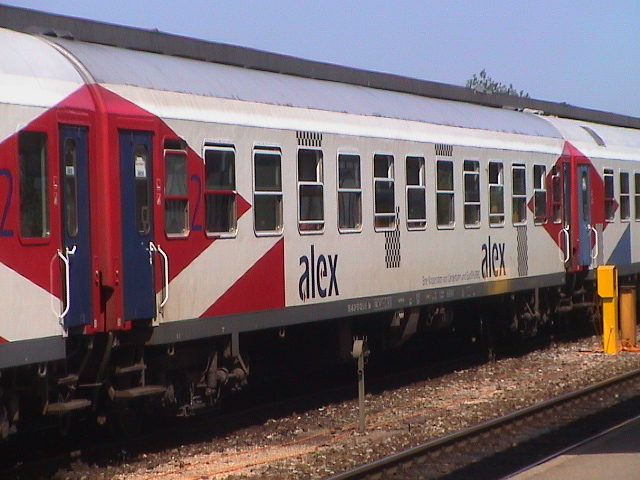
Reisezugwagen des Allgäu-Express

Im Betriebsteil Konstanz kam, bis zum Eintreffen der bestellten neun Flirt-Triebzüge, das alte Rollmaterial zum Einsatz, welches noch auf die Mittelthurgaubahn (MThB) zurückging. Mit dem Rückzug des Kantons Thurgau aus dem Aktionariat der EuroThurbo per Ende 2004 und der Mitte 2005 beschlossenen Fusion von SBB (Deutschland) GmbH und EuroThurbo GmbH, bereinigte man auch das Rollmaterial. Das modernisierte EAV-Rollmaterial aus den 1960er-Jahren und die modernisierten Leichtstahlwagen aus den 1940er-Jahren standen ohnehin zur Verwertung an und verblieben daher bei der Thurbo. Die vier NPZ-Garnituren aus den 1990er-Jahren passten hingegen zu den übrigen 126 Garnituren im SBB-Bestand und wechselten von der Thurbo zu den SBB, wo sie bis Mitte 2006 von den Seehas-Flirt abgelöst wurden.
Die für das Seehäsle beschafften drei Diesel-GTW und die beiden umgebauten Steuerwagen wechselten ebenfalls zu den SBB. Im Betrieb hatten die GTW immer mehr Ausfälle zu verzeichnen, die Kosten für Ersatzfahrzeuge und Sanierungsarbeiten stiegen. Die Steuerwagen kamen 2005 erstmals überhaupt in den Einsatz, der sporadische Einsatz endete allerdings mit dem Ausfall aller drei GTW. Nach einer letzten Sanierung kamen die GTW ab Mitte 2006 noch bis zum Betreiberwechsel zur Hohenzollerischen Landesbahn (HzL) per Fahrplanwechsel im Dezember 2006 zum Einsatz. Danach wurden sie via Zwischenhändler an die Ferrovie del Sud Est (FSE) verkauft.
| Baureihe      | Baureihe   | Hersteller  | Baujahr    | Herkunft   | Stückzahl  | Stückzahl  | Ausrangiert | Bemerkungen                             |
| Serie         | Nummern    | Hersteller  | Baujahr    | Herkunft   | total      | heute      | Ausrangiert | Bemerkungen                             |
| Triebwagen    | Triebwagen | Triebwagen  | Triebwagen | Triebwagen | Triebwagen | Triebwagen | Triebwagen  | Triebwagen                              |
| ------------- | ---------- | ----------- | ---------- | ---------- | ---------- | ---------- | ----------- | --------------------------------------- |
| RBDe 566      | 631–634    | SWG/SIG/ABB | 1994       | THB (2005) | (Üb)04     | 0          | 2006        | zur SBB übertragen (RBDe 561 171–174)   |
| Bm 596        | 671–673    | STAG        | 1996–1997  | THB (2005) | (Üb)03     | 0          | 2006        | 2007 an FSE verkauft                    |
| Steuerwagen   |            |             |            |            |            |            |             |                                         |
| Bt            | 211–216    | SWG/SIG/ABB | 1994       | THB (2005) | (Üb)06     | 0          | 2006        | zur SBB übertragen (Bt 971–976)         |
| Bt            | 231–232    |             | 1962–1963  | THB (2005) | (Üb)02     | 0          | 2006        | ex SZU Bt 997–998; 2007 an FSE verkauft |
| Personenwagen |            |             |            |            |            |            |             |                                         |
| AB            | 161–164    |             | 1995       | THB (2005) | (Üb)04     | 0          | 2006        | zur SBB übertragen (AB 671–674)         |